# Loi Justice et paix
La Loi Justice et Paix (en espagnol : Ley de Justicia y Paz), ou loi 975 de 2005, a été adoptée par le Congrès colombien le 21 juin 2005, sous la présidence d'Alvaro Uribe, dans le but d'entamer un processus légal de démobilisation des groupes armés illégaux. Elle concerne les membres de groupes armés, tant paramilitaires que de guérilla, potentiellement coupables de crimes graves et de crimes contre l'humanité, punissables en vertu du droit humanitaire international. Les combattants non coupables de tels crimes peuvent toujours être démobilisés en vertu de la loi 728 de 2002.

## Historique
En 2003, les Autodéfenses unies de Colombie (AUC) signent l'accord de Santa Fe de Ralito avec le gouvernement, et 18 000 commandants et membres de cette organisation paramilitaire cessent leur activité. Le gouvernement présente alors un projet de loi connu sous le nom « d'alternative pénale » bénéficiant aux groupes armés démobilisés, mais doit la retirer sous la pression nationale et internationale car elle ne prévoit pas la reconnaissance des crimes ni la réparation pour leurs victimes.
En 2005, après deux ans de débat au Congrès, une nouvelle Loi Justice et Paix est approuvée, et 30 000 combattants supplémentaires appartenant à 38 groupes paramilitaires sont démobilisés à partir de 2006.

## Débats soulevés
Lors de sa rédaction et de son adoption, le projet de loi est entre autres critiqué par des organismes de défense des droits humains, comme Amnesty international, et par l'Organisation des Nations unies. Ceux-ci la jugent trop généreuse, les peines prévues pour les crimes graves étant de cinq à huit ans, que les combattants démobilisés reconnaissent eux-mêmes ces crimes ou que l'État doive les prouver. Elle est également critiquée pour la limitation de la période fixée pour les enquêtes et pour le recueil de témoignages, permettant d'établir des preuves. Les Nations unies, par la voix de leur porte-parole Michael Frühling, critiquent le fait que des aveux complets ne sont pas exigés dans le processus, qui se contente de recueillir une relation libre de leurs activités criminelles par les combattants démobilisés ; elles y voient un obstacle au démantèlement complet du paramilitarisme et à la réparation pour les victimes.
Le gouvernement colombien et les défenseurs de la loi Justice et Paix font valoir qu'un certain équilibre doit être trouvé entre les exigences de la justice et celles de la paix, ce qui suppose l'acceptation implicite d'une relative impunité dans le cadre d'un processus de négociation. On fait également valoir qu'il s'agit de la première loi et du premier processus de démobilisation à imposer des peines aux combattants et aux chefs qui n'ont pas été vaincus, contrairement aux processus de démobilisation précédents avec les guérillas. Le ministre de l'Intérieur et de la Justice de l'époque, Sabas Pretelt, déclare aux médias que le fait d'exiger des aveux complets pourrait constituer une violation de la constitution, un prévenu n'étant pas tenu de s'incriminer lui-même. Le procureur général de la nation déclare que son service compte poursuivre toutes les activités criminelles éventuelles qui ne seraient pas reconnues, tant contre ces crimes que contre ceux qui seraient ultérieurement commis par des combattants démobilisés.
La Cour constitutionnelle, le 18 mai 2006, pose des conditions sur plusieurs articles de la loi et déclare inconstitutionnels les articles conduisant à l’inefficacité des enquêtes et ne prévoyant pas de proportionnalité des peines. Elle déclare que « ceux qui bénéficient de la loi doivent en respecter pleinement les résolutions, comme la reconnaissance complète des crimes, la réparation pour les victimes et la vérité, et ne pas récidiver », contrairement au projet de loi soumis par le gouvernement et adopté par le Congrès, où la reconnaissance complète n'était pas une exigence et où les crimes commis après la démobilisation ne pouvaient retirer le bénéfice de la loi pour les démobilisés.
Human Rights Watch salue l'arrêt de la Cour comme un correctif résolvant plusieurs des problèmes graves et des lacunes du projet soumis.

## Portée de la loi
Les avantages accordés par la Loi Justice et Paix le sont pour les crimes commis avant la date de promulgation de la loi, par des membres de groupes armés illégaux, dans le cadre du processus de paix. En avril 2009, au cours du deuxième mandat d'Álvaro Uribe, le gouvernement présente un projet de loi qui aurait permis aux membres des groupes encore en armes d'en bénéficier. Mais le projet n'a été débattu qu'une seule fois et a été enterré au Congrès.
Selon Frank Pearl, Haut Commissaire pour la Paix durant le second mandat d'Uribe, on pense initialement que les négociations seront finalisées pour le 25 juillet 2005, mais ce ne sera pas le cas. Entre cette date et l'année suivante, 25 000 paramilitaires et 25 des 37 fronts existants sont démobilisés. « Au début, il n'y avait aucune difficulté, explique Frank Pearl, car l'interprétation juridique était que la loi Justice et Paix couvrait les crimes que les gens avaient commis jusqu'au jour de leur démobilisation, et cette interprétation a été en vigueur pendant environ deux ans ». Mais la Cour suprême de justice établit une jurisprudence invalidant ce point de vue, en soulignant ce que l'article 72 de la loi sur la justice et la paix dispose : « elle ne s'appliquera qu'aux actes survenus avant son entrée en vigueur et est applicable à partir de la date de sa promulgation (25 juillet 2005) ».
Au début de l'année 2009, le nombre de combattants démobilisés s'élève à près de 50 000, dont environ 32 500 issus des groupes paramilitaires, 15 000 des FARC et 2 500 de l'ELN.

## Application de la loi et extraditions
Le 13 mai 2008, certains des commandants démobilisés des AUC sont extradés aux États-Unis pour répondre des accusations de trafic de drogue devant les tribunaux de ce pays. La décision du gouvernement d'autoriser leur extradition est fondée sur le fait qu'ils continuent à mener une activité criminelle depuis la prison.
Mais pour la journaliste Laurence Mazure, « l’extradition permet de ne pas répondre des crimes de guerre et des crimes contre l’humanité, de ne pas révéler les noms des complices et, surtout, de ne rien divulguer des structures économiques mises en place derrière des façades juridiques « légales ». Elle dispense, au passage, d’avoir à payer des compensations aux familles des victimes ».

## Sources
- http://www.ieim.uqam.ca/IMG/pdf/chro_Dufort_07_17.pdf
- « Colombie : la loi », sur senat.fr (consulté le 31 décembre 2023)